# 빙 레임스
빙 레임스(Ving Rhames, 1959년 5월 12일 ~ )는 미국의 배우이다.

## 출연 작품

### 영화
- 데이브 (1993)
- 펄프 픽션 (1994)
- 이중 노출 (1995)
- 미션 임파서블 (1996)
  - 미션 임파서블 2 (2000)
  - 미션 임파서블 3 (2006)
  - 미션 임파서블: 고스트 프로토콜 (2011)
  - 미션 임파서블: 로그네이션 (2015)
  - 미션 임파서블: 데드 레코닝 (2023)
  - 미션 임파서블: 파이널 레코닝 (2025)
- 콘 에어 (1997)
- 엔트랩먼트 (1999)
- 언디스퓨티드 (2002)
- 써로게이트 (2009)
- 더 굿: 리브 하드, 셀 하드 (2009)
- 세븐 빌로우 (2012)
- A Sunday Horse (2016)
- 파더 피겨스 (2017)

### 애니메이션 영화
- 더 크리스마스 (2017)
- 가필드 더 무비 (2024) - 오토 역
- 와일드 로봇 (2024) - 선더볼트 역

### 텔레비전
- ER (1994-96)